# جوليا كاسوني
جوليا كاسوني (بالإيطالية: Giulia Casoni)‏ مواليد 19 أبريل 1978 في فيرارا، هي لاعبة كرة مضرب إيطالية سابقة بدأت مسيرتها كمحترفة سنة 1993 وكانت تلعب باليد اليمنى، اعتزلت اللعب في 2006. كما أنها إحدى بطلات الجراند سلام. أعلى تصنيف لها في الفردي كان 83. أعلى تصنيف لها في الزوجي كان 51.

## روابط خارجية
- جوليا كاسوني على موقع رابطة محترفات التنس (الإنجليزية)
- جوليا كاسوني على موقع الاتحاد الدولي لكرة المضرب (الإنجليزية)
- جوليا كاسوني على موقع كأس بيلي جين كينغ (الإنجليزية)
- جوليا كاسوني على موقع خلاصة التنس.كوم (الإنجليزية)